# Humility
«Humility» és una cançó de la banda virtual de rock alternatiu Gorillaz amb la col·laboració del guitarrista de jazz estatunidenc George Benson. Fou publicada el 31 de maig de 2018 conjuntament amb «Lake Zurich» com a primer senzill de l'àlbum The Now Now.
El videoclip promocional es va presentar l'endemà del llançament del senzill, junt amb el videoclip de «Lake Zurich». El videoclip es va filmar a Venice Beach, a Los Angeles, i hi apareix l'actor Jack Black. Va ser produït per The Line amb la col·laboració de Blinkink i Ruffian, la tècnica de rotoscòpia aplicada per Trace VFX, i la direcció de Jamie Hewlett, cocreador de Gorillaz, Tim McCourt, Max Taylor i Evan Silver.
El 12 de juliol del mateix any es van llançar dues remescles de la cançó realitzades per la banda d'indie britànica Superorganism i el productor d'EDM alemany DJ Koze.

## Llista de cançons
| 1. | «Humility» | 3:17 |